# Bajamak
Bajamak je jelo od plavog paradajza, crvenog paradajza, crvene paprike i belog luka. 
Poslužuje se kao toplo predjelo ili samostalan obrok uz krompir. Od začina se dodaje samo so. Jelo se priprema u širokoj, plitkoj šerpi, jer se povrće priprema u komadu, špikovano sa belim lukom.